# Mason City (Nebraska)
Mason City es una villa ubicada en el condado de Custer en el estado estadounidense de Nebraska. En el Censo de 2010 tenía una población de 171 habitantes y una densidad poblacional de 139,29 personas por km².

## Geografía
Mason City se encuentra ubicada en las coordenadas 41°13′20″N 99°17′56″O / 41.22222, -99.29889. Según la Oficina del Censo de los Estados Unidos, Mason City tiene una superficie total de 1.23 km², de la cual 1.23 km² corresponden a tierra firme y (0%) 0 km² es agua.

## Demografía
Según el censo de 2010, había 171 personas residiendo en Mason City. La densidad de población era de 139,29 hab./km². De los 171 habitantes, Mason City estaba compuesto por el 94.15% blancos, el 0% eran afroamericanos, el 0.58% eran amerindios, el 1.17% eran asiáticos, el 0% eran isleños del Pacífico, el 0% eran de otras razas y el 4.09% pertenecían a dos o más razas. Del total de la población el 2.34% eran hispanos o latinos de cualquier raza.